# Leptopsilopa demartini
Leptopsilopa demartini är en tvåvingeart som beskrevs av Canzoneri 1987. Leptopsilopa demartini ingår i släktet Leptopsilopa och familjen vattenflugor. Inga underarter finns listade i Catalogue of Life.